# (1389) Onnie
(1389) Onnie – planetoida z pasa głównego asteroid okrążająca Słońce w ciągu 4 lat i 314 dni w średniej odległości 2,87 au. Została odkryta 28 września 1935 roku w placówce Sterrewacht Leiden w Johannesburgu przez Hendrika van Genta. Nazwa planetoidy pochodzi od A. Kruyt (Onnie), szwagierki G. Pelsa, asystenta w Sterrewacht Leiden. Przed nadaniem nazwy planetoida nosiła oznaczenie tymczasowe (1389) 1935 SS1.